# Frederic I, Duce de Saxa-Gotha-Altenburg
Frederic I, Duce de Saxa-Gotha-Altenburg (15 iulie 1646 – 2 august 1691), a fost duce de Saxa-Gotha-Altenburg. A fost al patrulea fiu al Ducelui Ernest I de Saxa-Coburg-Altenburg și a Elisabetei Sofia de Saxa-Altenburg, însă fiul cel mare în viață.

Când Ernst a moștenit ducatul de Saxa-Altenburg (1672), el l-a numit pe Frederic regent al ducatului. În 1674 Ernst, care era bolnav, l-a numit pe Frederic regent al tuturor landurilor. După decesul tatălui său (1675), Frederic și-a asumat tronul ambelor ducate. Totuși, pe baza dreptului casei familiei sale, el a trebuit să permită celor șase frați mai mici să ia parte la guvernare. La început, au fost de acord pentru o guvernare în comun a celor șapte frați la Schloss Friedenstein; acest aranjament a durat însă numai până în 1676.
Ulterior, au început negocierile pentru împărțirea moștenirii paternă. Acest lucru a fost realizat la 24 februarie 1680; Frederic a păstrat Gotha, Tenneberg, Wachsenburg, Ichtershausen, Georgenthal, Schwarzwald, Reinhardsbrunn, Volkenrode, Oberkranichfeld, Orlamünde, Altenburg și Tonna. Aceste orașe au format practic ducatul vechi de Saxa-Gotha-Altenburg. 
Frederic a continuat munca tatălui său. În scopul de a preveni litigii viitoare între urmașii lui, el a stabilit în 1685 dreptul primului născut pe linei masculină (cu acord imperial acordat în 1688). În jurul anului 1680 el s-a stabilit la Friedrichswerth Lustschloss, în apropiere de Erffa, la aproximativ 20 km de Gotha, care a fost redenumit în onoarea lui, Friedrichswerth.
În 1683 Frederic a creat (există și astăzi) Teatrul din Gotha (Gothaer Schloßtheater). Jurnalele ținute de Frederic au devenit una dintre cele mai importante surse ale timpului său. El a luat parte la Războiul dintre Liga Sfântă și Imperiul Otoman și la Războiul Marii Alianțe împotriva Franței. A ruinat finanțele ducatelor mici folosindu-le pentru a menține o armată permanentă, care în momentul morții sale număra peste 10.000 de oameni.

## Căsătorie și copii
Frederic s-a căsătorit prima dată la 14 noiembrie 1669, la Halle cu Magdalene Sibylle de Saxa-Weissenfels. Ei au avut opt copii:
1. Anna Sophie (n. 22 decembrie 1670, Gotha – d. 28 decembrie 1728, Rudolstadt); s-a căsătorit la 15 octombrie 1691 cu Louis Frederick I, Prinț de Schwarzburg-Rudolstadt.
2. Magdalene Sibylle (n. 30 septembrie 1671, Gotha – d. 2 martie 1673, Altenburg).
3. Dorothea Marie (n. 22 ianuarie 1674, Gotha – d. 18 aprilie 1713, Meiningen); s-a căsătorit la 19 septembrie 1704 cu Ernst Ludwig I, Duce de Saxa-Meiningen.
4. Fredericka (n. 24 martie 1675, Gotha – d. 28 mai 1709, Karlsbad); s-a căsătorit la 25 mai 1702 cu Johann Augustus, Prinț de Anhalt-Zerbst.
5. Frederic al II-lea, Duce de Saxa-Gotha-Altenburg (n. 28 iulie 1676, Gotha – d. 23 martie 1732, Altenburg).
6. Johann Wilhelm (n. 4 octombrie 1677, Gotha – ucis în bătălie, Toulon, 15 august 1707), general imperial.
7. Elisabeta (n. 7 februarie 1679, Gotha – d. de variolă, 22 iunie 1680, Gotha).
8. Johanna (n. 1 octombrie 1680, Gotha – d. 9 iulie 1704, Strelitz); s-a căsătorit la 20 iunie 1702 cu Adolf Frederic al II-lea, Duce de Mecklenburg-Strelitz.

La 14 august 1681, la Ansbach, Frederic s-a recăsătorit cu Christine de Baden-Durlach. Cuplul nu a avut copii.

## References
- Die Tagebücher 1667-1686 (Publications of the Thuringian State Archives Gotha IV), edited by Roswitha Jacobsen. 3 volumes, Weimar 1998-2003.
- Der alchemistische Nachlaß Friedrichs I. von Sachsen-Gotha-Altenburg (Quellen und Forschungen zur Alchemie 1), described by Oliver Humberg, Elberfeld 2005.
- August Beck, Friedrich I., Herzog von Sachsen-Gotha und Altenburg. In: Allgemeine Deutsche Biographie (ADB). vol VIII. Duncker & Humblot, Leipzig 1878, p. 2.

| Frederic I, Duce de Saxa-Gotha-Altenburg Casa de WettinNaștere: 15 iulie 1646 Deces: 2 august 1691 |                                        |                       |
| Predecesor: Ernest I ca Duce de Saxa-Gotha și Saxa-Altenburg                                       | Duce de Saxa-Gotha-Altenburg 1675–1691 | Succesor: Frederic II |

1. ↑  Find a Grave, accesat în 28 noiembrie 2024
2. ↑  Czech National Authority Database, accesat în 1 martie 2022